# Copa Federación de Santa Fe 2020-21
La Copa Federación 2020-21 fue la decimocuarta edición de esa competición oficial, organizada por la Federación Santafesina de Fútbol, en la que participan equipos representantes de las 19 ligas afiliadas a dicha federación.
En un principio, la competencia se iba a llevar a cabo entre los meses de febrero y marzo de 2020 y los semifinalistas obtendrían cupos a la Copa Santa Fe 2020. Sin embargo, la disputa del torneo fue interrumpida antes de la disputa de la final debido a las medidas gubernamentales para evitar la propagación de la pandemia de COVID-19. El certamen finalmente se reanudó en septiembre de 2021.
Consagró campeón al Club Studebaker Mutual Social y Biblioteca, club afiliado a la Liga Venadense de Fútbol, que logró de esta manera su primer título. Se definió también la clasificación a la Copa Santa Fe 2022.

## Sistema de disputa
Los 16 equipos participantes disputaron una serie de eliminatorias a ida y vuelta, hasta consagrar al campeón. El torneo estuvo compuesto por cuatro etapas: octavos de final, cuartos de final, semifinales y final. Si una serie finalizó empatada en el global, se definió por penales.

## Equipos participantes
| Liga                                             | Equipo                      | Ciudad                 | Departamento     |
| ------------------------------------------------ | --------------------------- | ---------------------- | ---------------- |
| Asociación Rosarina de Fútbol 1 equipo           | Central Córdoba             | Rosario                | Rosario          |
| Liga Cañadense de Fútbol Sin equipos             |                             |                        |                  |
| Liga Casildense de Fútbol Sin equipos            |                             |                        |                  |
| Liga de Fútbol Regional del Sud Sin equipos      |                             |                        |                  |
| Liga Departamental de Fútbol San Martín 1 equipo | El Expreso                  | El Trébol              | San Martín       |
| Liga Deportiva del Sur 1 equipo                  | Sportivo Bombal             | Bombal                 | Constitución     |
| Liga Esperancina de Fútbol 1 equipo              | Juventud Unida              | Humboldt               | Las Colonias     |
| Liga Galvense de Fútbol 1 equipo                 | Polideportivo José Arijón   | Desvío Arijón          | San Jerónimo     |
| Liga Interprovincial de Fútbol 1 equipo          | Centenario                  | San José de la Esquina | Caseros          |
| Liga Ocampense de Fútbol 1 equipo                | Racing El Campesino         | Villa Ocampo           | General Obligado |
| Liga Rafaelina de Fútbol 1 equipo                | Deportivo Aldao             | Aldao                  | Castellanos      |
| Liga Reconquistense de Fútbol 1 equipo           | Atlético y Tiro Reconquista | Reconquista            | General Obligado |
| Liga Regional Ceresina de Fútbol 1 equipo        | Atlético Tostado            | Tostado                | Nueve de Julio   |
| Liga Regional Paivense de Fútbol 1 equipo        | Atlético Arroyo Leyes       | Arroyo Leyes           | La Capital       |
| Liga Regional Sanlorencina de Fútbol 1 equipo    | Sebastián Gaboto FBC        | Puerto Gaboto          | San Jerónimo     |
| Liga Regional Totorense de Fútbol 1 equipo       | Defensores de Centeno       | Centeno                | San Jerónimo     |
| Liga Santafesina de Fútbol 1 equipo              | San Cristóbal               | Ángel Gallardo         | La Capital       |
| Liga Venadense de Fútbol 1 equipo                | Studebaker                  | Villa Cañás            | General López    |
| Liga Verense de Fútbol 1 equipo                  | Carlos Gardel               | Calchaquí              | Vera             |

## Fase eliminatoria

### Cuadro de desarrollo
|  | Octavos de final          | Octavos de final          | Octavos de final          | Octavos de final          |   |                    | Cuartos de final            | Cuartos de final            | Cuartos de final            | Cuartos de final            |  |                       | Semifinales             | Semifinales             | Semifinales             | Semifinales             |  |                    | Final                                    | Final                                    | Final                                    | Final                                    |  |
|  | 2 al 9 de febrero de 2020 | 2 al 9 de febrero de 2020 | 2 al 9 de febrero de 2020 | 2 al 9 de febrero de 2020 |   |                    | 14 al 25 de febrero de 2020 | 14 al 25 de febrero de 2020 | 14 al 25 de febrero de 2020 | 14 al 25 de febrero de 2020 |  |                       | 1 al 8 de marzo de 2020 | 1 al 8 de marzo de 2020 | 1 al 8 de marzo de 2020 | 1 al 8 de marzo de 2020 |  |                    | 18 de septiembre y 24 de octubre de 2021 | 18 de septiembre y 24 de octubre de 2021 | 18 de septiembre y 24 de octubre de 2021 | 18 de septiembre y 24 de octubre de 2021 |  |
|  |                           |                           |                           |                           |   |                    |                             |                             |                             |                             |  |                       |                         |                         |                         |                         |  |                    |                                          |                                          |                                          |                                          |  |
|  |                           |                           |                           |                           |   |                    |                             |                             |                             |                             |  |                       |                         |                         |                         |                         |  |                    |                                          |                                          |                                          |                                          |  |
|  | Atlético y Tiro R.        | 1                         | 2                         | 3                         |   |                    |                             |                             |                             |                             |  |                       |                         |                         |                         |                         |  |                    |                                          |                                          |                                          |                                          |  |
|  | Atlético y Tiro R.        | 1                         | 2                         | 3                         |   |                    |                             |                             |                             |                             |  |                       |                         |                         |                         |                         |  |                    |                                          |                                          |                                          |                                          |  |
|  | Racing El Campesino       | 1                         | 1                         | 2                         |   |                    |                             |                             |                             |                             |  |                       |                         |                         |                         |                         |  |                    |                                          |                                          |                                          |                                          |  |
|  | Racing El Campesino       | 1                         | 1                         | 2                         |   | Atlético y Tiro R. | 1                           | 1                           | 2                           |                             |  |                       |                         |                         |                         |                         |  |                    |                                          |                                          |                                          |                                          |  |
|  |                           |                           |                           |                           |   | Atlético y Tiro R. | 1                           | 1                           | 2                           |                             |  |                       |                         |                         |                         |                         |  |                    |                                          |                                          |                                          |                                          |  |
|  |                           |                           | Carlos Gardel (C)         | 0                         | 0 | 0                  |                             |                             |                             |                             |  |                       |                         |                         |                         |                         |  |                    |                                          |                                          |                                          |                                          |  |
|  | Carlos Gardel (C)         | 1                         | Carlos Gardel (C)         | 0                         | 0 | 0                  | 2                           | 3                           |                             |                             |  |                       |                         |                         |                         |                         |  |                    |                                          |                                          |                                          |                                          |  |
|  | Carlos Gardel (C)         | 1                         |                           |                           |   |                    |                             |                             |                             |                             |  |                       |                         |                         |                         |                         |  |                    |                                          |                                          |                                          |                                          |  |
|  | Atlético Tostado          | 0                         | 2                         | 2                         |   |                    |                             |                             |                             |                             |  |                       |                         |                         |                         |                         |  |                    |                                          |                                          |                                          |                                          |  |
|  | Atlético Tostado          | 0                         | 2                         | 2                         |   |                    |                             |                             |                             |                             |  | Atlético y Tiro R.    | 0                       | 0                       | 0                       |                         |  |                    |                                          |                                          |                                          |                                          |  |
|  |                           |                           |                           |                           |   |                    |                             |                             |                             |                             |  | Atlético y Tiro R.    | 0                       | 0                       | 0                       |                         |  |                    |                                          |                                          |                                          |                                          |  |
|  |                           |                           | Juventud Unida (H)        | 1                         | 2 | 3                  |                             |                             |                             |                             |  |                       |                         |                         |                         |                         |  |                    |                                          |                                          |                                          |                                          |  |
|  | Atlético Arroyo Leyes     | 1                         | Juventud Unida (H)        | 1                         | 2 | 3                  | 1                           | 2                           |                             |                             |  |                       |                         |                         |                         |                         |  |                    |                                          |                                          |                                          |                                          |  |
|  | Atlético Arroyo Leyes     | 1                         |                           |                           |   |                    |                             |                             |                             |                             |  |                       |                         |                         |                         |                         |  |                    |                                          |                                          |                                          |                                          |  |
|  | San Cristóbal (AG)        | 5                         | 4                         | 9                         |   |                    |                             |                             |                             |                             |  |                       |                         |                         |                         |                         |  |                    |                                          |                                          |                                          |                                          |  |
|  | San Cristóbal (AG)        | 5                         | 4                         | 9                         |   | San Cristóbal (AG) | 0                           | 2                           | 2                           |                             |  |                       |                         |                         |                         |                         |  |                    |                                          |                                          |                                          |                                          |  |
|  |                           |                           |                           |                           |   | San Cristóbal (AG) | 0                           | 2                           | 2                           |                             |  |                       |                         |                         |                         |                         |  |                    |                                          |                                          |                                          |                                          |  |
|  |                           |                           | Juventud Unida (H)        | 4                         | 1 | 5                  |                             |                             |                             |                             |  |                       |                         |                         |                         |                         |  |                    |                                          |                                          |                                          |                                          |  |
|  | Juventud Unida (H) (p.)   | 2                         | Juventud Unida (H)        | 4                         | 1 | 5                  | 2                           | 4 (3)                       |                             |                             |  |                       |                         |                         |                         |                         |  |                    |                                          |                                          |                                          |                                          |  |
|  | Juventud Unida (H) (p.)   | 2                         |                           |                           |   |                    |                             |                             |                             |                             |  |                       |                         |                         |                         |                         |  |                    |                                          |                                          |                                          |                                          |  |
|  | Deportivo Aldao           | 1                         | 3                         | 4 (1)                     |   |                    |                             |                             |                             |                             |  |                       |                         |                         |                         |                         |  |                    |                                          |                                          |                                          |                                          |  |
|  | Deportivo Aldao           | 1                         | 3                         | 4 (1)                     |   |                    |                             |                             |                             |                             |  |                       |                         |                         |                         |                         |  | Juventud Unida (H) | 0                                        | 3                                        | 3                                        |                                          |  |
|  |                           |                           |                           |                           |   |                    |                             |                             |                             |                             |  |                       |                         |                         |                         |                         |  | Juventud Unida (H) | 0                                        | 3                                        | 3                                        |                                          |  |
|  |                           |                           | Studebaker (VC)           | 3                         | 2 | 5                  |                             |                             |                             |                             |  |                       |                         |                         |                         |                         |  |                    |                                          |                                          |                                          |                                          |  |
|  | El Expreso (ET)           | 3                         | Studebaker (VC)           | 3                         | 2 | 5                  | 2                           | 5                           |                             |                             |  |                       |                         |                         |                         |                         |  |                    |                                          |                                          |                                          |                                          |  |
|  | El Expreso (ET)           | 3                         |                           |                           |   |                    |                             |                             |                             |                             |  |                       |                         |                         |                         |                         |  |                    |                                          |                                          |                                          |                                          |  |
|  | Poli. José Arijón         | 0                         | 1                         | 1                         |   |                    |                             |                             |                             |                             |  |                       |                         |                         |                         |                         |  |                    |                                          |                                          |                                          |                                          |  |
|  | Poli. José Arijón         | 0                         | 1                         | 1                         |   | El Expreso (ET)    | 0                           | 1                           | 1                           |                             |  |                       |                         |                         |                         |                         |  |                    |                                          |                                          |                                          |                                          |  |
|  |                           |                           |                           |                           |   | El Expreso (ET)    | 0                           | 1                           | 1                           |                             |  |                       |                         |                         |                         |                         |  |                    |                                          |                                          |                                          |                                          |  |
|  |                           |                           | Defensores de Centeno     | 1                         | 1 | 2                  |                             |                             |                             |                             |  |                       |                         |                         |                         |                         |  |                    |                                          |                                          |                                          |                                          |  |
|  | Defensores de Centeno     | 3                         | Defensores de Centeno     | 1                         | 1 | 2                  | 3                           | 6                           |                             |                             |  |                       |                         |                         |                         |                         |  |                    |                                          |                                          |                                          |                                          |  |
|  | Defensores de Centeno     | 3                         |                           |                           |   |                    |                             |                             |                             |                             |  |                       |                         |                         |                         |                         |  |                    |                                          |                                          |                                          |                                          |  |
|  | Sebastián Gaboto FBC      | 1                         | 0                         | 1                         |   |                    |                             |                             |                             |                             |  |                       |                         |                         |                         |                         |  |                    |                                          |                                          |                                          |                                          |  |
|  | Sebastián Gaboto FBC      | 1                         | 0                         | 1                         |   |                    |                             |                             |                             |                             |  | Defensores de Centeno | 0                       | 4                       | 4                       |                         |  |                    |                                          |                                          |                                          |                                          |  |
|  |                           |                           |                           |                           |   |                    |                             |                             |                             |                             |  | Defensores de Centeno | 0                       | 4                       | 4                       |                         |  |                    |                                          |                                          |                                          |                                          |  |
|  |                           |                           | Studebaker (VC)           | 4                         | 2 | 6                  |                             |                             |                             |                             |  |                       |                         |                         |                         |                         |  |                    |                                          |                                          |                                          |                                          |  |
|  | Sportivo Bombal           | 2                         | Studebaker (VC)           | 4                         | 2 | 6                  | 0                           | 2                           |                             |                             |  |                       |                         |                         |                         |                         |  |                    |                                          |                                          |                                          |                                          |  |
|  | Sportivo Bombal           | 2                         |                           |                           |   |                    |                             |                             |                             |                             |  |                       |                         |                         |                         |                         |  |                    |                                          |                                          |                                          |                                          |  |
|  | Central Córdoba (R)       | 0                         | 0                         | 0                         |   |                    |                             |                             |                             |                             |  |                       |                         |                         |                         |                         |  |                    |                                          |                                          |                                          |                                          |  |
|  | Central Córdoba (R)       | 0                         | 0                         | 0                         |   | Sportivo Bombal    | 2                           | 0                           | 2 (2)                       |                             |  |                       |                         |                         |                         |                         |  |                    |                                          |                                          |                                          |                                          |  |
|  |                           |                           |                           |                           |   | Sportivo Bombal    | 2                           | 0                           | 2 (2)                       |                             |  |                       |                         |                         |                         |                         |  |                    |                                          |                                          |                                          |                                          |  |
|  |                           |                           | Studebaker (VC) (p.)      | 1                         | 1 | 2 (3)              |                             |                             |                             |                             |  |                       |                         |                         |                         |                         |  |                    |                                          |                                          |                                          |                                          |  |
|  | Studebaker (VC)           | 4                         | Studebaker (VC) (p.)      | 1                         | 1 | 2 (3)              | 2                           | 6                           |                             |                             |  |                       |                         |                         |                         |                         |  |                    |                                          |                                          |                                          |                                          |  |
|  | Studebaker (VC)           | 4                         |                           |                           |   |                    |                             |                             |                             |                             |  |                       |                         |                         |                         |                         |  |                    |                                          |                                          |                                          |                                          |  |
|  | Centenario (SJE)          | 1                         | 1                         | 2                         |   |                    |                             |                             |                             |                             |  |                       |                         |                         |                         |                         |  |                    |                                          |                                          |                                          |                                          |  |
|  | Centenario (SJE)          | 1                         | 1                         | 2                         |   |                    |                             |                             |                             |                             |  |                       |                         |                         |                         |                         |  |                    |                                          |                                          |                                          |                                          |  |
|  |                           |                           |                           |                           |   |                    |                             |                             |                             |                             |  |                       |                         |                         |                         |                         |  |                    |                                          |                                          |                                          |                                          |  |

- Nota: En cada llave, el equipo que ocupa la primera línea es el que define la serie como local.

### Octavos de final
| Fechas                   | Local en la ida                | Global       | Local en la vuelta          | Ida | Vuelta |
| ------------------------ | ------------------------------ | ------------ | --------------------------- | --- | ------ |
| 2 y 9 de febrero de 2020 | Racing El Campesino            | 2:3          | Atlético y Tiro Reconquista | 1:1 | 1:2    |
| 2 y 9 de febrero de 2020 | Atlético Tostado               | 2:3          | Carlos Gardel (Calchaquí)   | 0:1 | 2:2    |
| 2 y 9 de febrero de 2020 | San Cristóbal (Ángel Gallardo) | 9:2          | Atlético Arroyo Leyes       | 5:1 | 4:1    |
| 2 y 9 de febrero de 2020 | Deportivo Aldao                | 4:4 (1:3 p.) | Juventud Unida (Humboldt)   | 1:2 | 3:2    |
| 2 y 9 de febrero de 2020 | Polideportivo José Arijón      | 1:5          | El Expreso (El Trébol)      | 0:3 | 1:2    |
| 2 y 9 de febrero de 2020 | Sebastián Gaboto FBC           | 1:6          | Defensores de Centeno       | 1:3 | 0:3    |
| 2 y 9 de febrero de 2020 | Central Córdoba (Rosario)      | 0:2          | Sportivo Bombal             | 0:2 | 0:0    |
| 2 y 9 de febrero de 2020 | Centenario (S.J. Esquina)      | 2:6          | Studebaker (Villa Cañás)    | 1:4 | 1:2    |

### Cuartos de final
| Fechas                     | Local en la ida           | Global       | Local en la vuelta             | Ida | Vuelta |
| -------------------------- | ------------------------- | ------------ | ------------------------------ | --- | ------ |
| 22 y 25 de febrero de 2020 | Carlos Gardel (Calchaquí) | 0:2          | Atlético y Tiro Reconquista    | 0:1 | 0:1    |
| 15 y 22 de febrero de 2020 | Juventud Unida (Humboldt) | 5:2          | San Cristóbal (Ángel Gallardo) | 4:0 | 1:2    |
| 14 y 23 de febrero de 2020 | Defensores de Centeno     | 2:1          | El Expreso (El Trébol)         | 1:0 | 1:1    |
| 15 y 23 de febrero de 2020 | Studebaker (Villa Cañás)  | 2:2 (3:2 p.) | Sportivo Bombal                | 1:2 | 1:0    |

### Semifinales
| Fechas                 | Local en la ida           | Global | Local en la vuelta          | Ida | Vuelta |
| ---------------------- | ------------------------- | ------ | --------------------------- | --- | ------ |
| 1 y 8 de marzo de 2020 | Juventud Unida (Humboldt) | 3:0    | Atlético y Tiro Reconquista | 1:0 | 2:0    |
| 1 y 8 de marzo de 2020 | Studebaker (Villa Cañás)  | 6:4    | Defensores de Centeno       | 4:0 | 2:4    |

### Final
| Fechas                                   | Local en la ida          | Global | Local en la vuelta        | Ida | Vuelta |
| ---------------------------------------- | ------------------------ | ------ | ------------------------- | --- | ------ |
| 18 de septiembre y 24 de octubre de 2021 | Studebaker (Villa Cañás) | 5:3    | Juventud Unida (Humboldt) | 3:0 | 2:3    |

|                                              |
|                                              |
| Campeón Studebaker (Villa Cañás) 1.er título |